# 廉江红橙
廉江红橙，引种于中国广东省廉江市境内的红江农场，与红江橙是两个不同商标品牌，由新安橙与柑桔嫁接而成，果肉红黄色，味道甜中微酸。1970年代加以推廣，到1986年由全国优质柑橙补评会定名為廉江红橙。